# Late Night with David Letterman

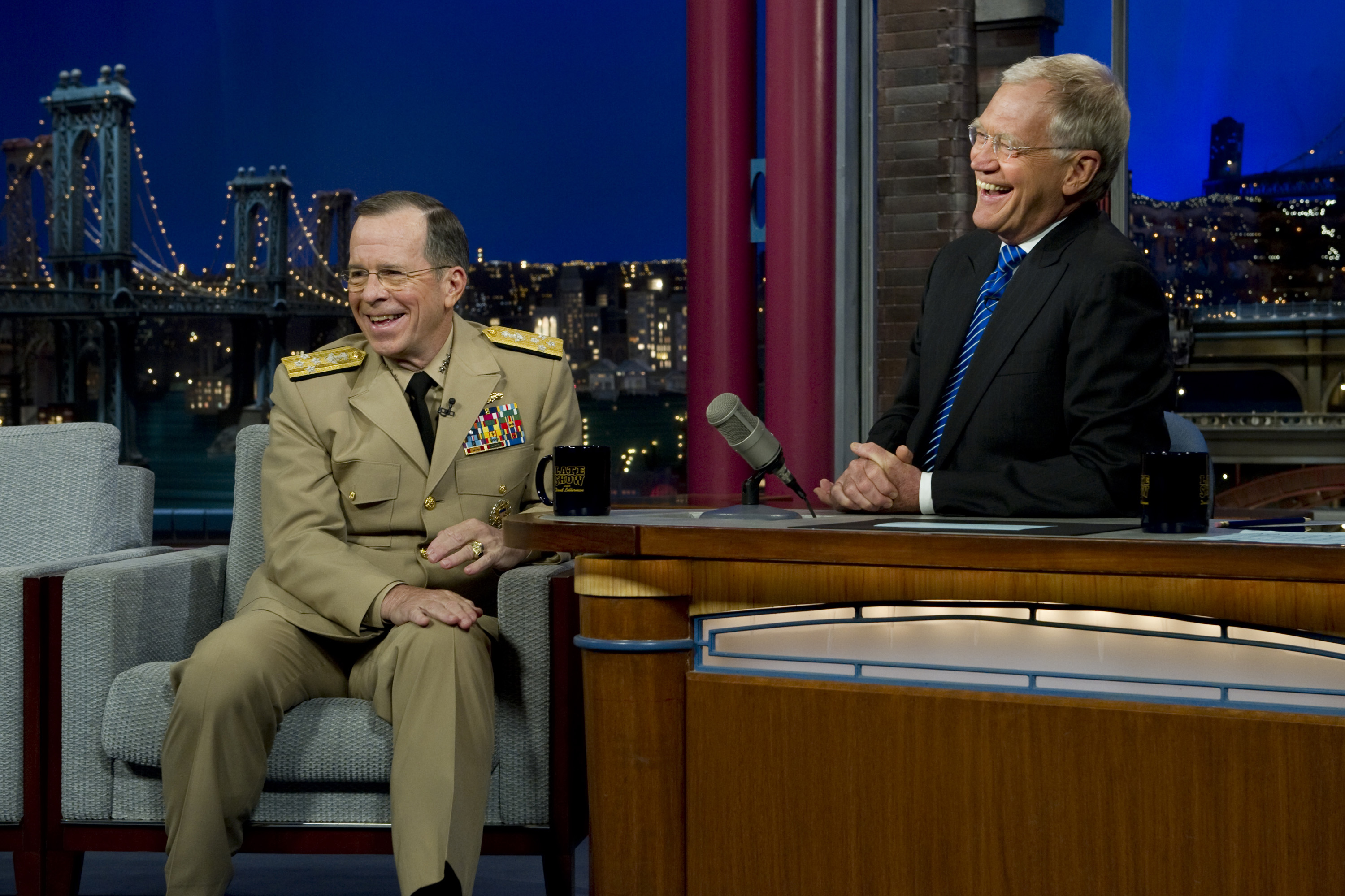
Un momento del programa.

 Late Night with David Letterman  fue un programa nocturno de comedia y conversación del tipo "Late night talk show”, trasmitido en la NBC, el cual fue creado y conducido por David Letterman, fue estrenado el 1982 y fue la primera versión de la franquicia Late Night, este programa se terminó en 1993 cuando Letterman dejó la NBC, al no obtener The Tonight Show, y firmó por la CBS para conducir “Late Show”. El sucesor en la conducción de Late Night sería Conan O'Brien con Late Night with Conan O'Brien.

## Historia
Después de la cancelación del programa de Letterman “Morning Show”, después de 18 semanas al aire, David Letterman se consolidó como conductor y la NBC lo mantuvo para algunas presentaciones en Tonight Show starring Johnny Carson.
En noviembre de 1981, NBC y Carson Productions anunciaron la creación de “Late Night with David Letterman”, que se estrenaría a principios de 1982 a las 00:30 (hora del este), de lunes a jueves, con algunos programas especiales transmitidos el viernes.

### Dejando la NBC
Después de la batalla por la conducción Tonight Show, cuando se le dio a Jay Leno, cuando Carson se retiró en 1992. Letterman decidió tomar la oferta de CBS para competir con Tonight show with Jay Leno. Así que en 1993 Letterman y su equipo cambiaron de estación y crearon Late Show with David Letterman, comenzando el 30 de agosto de 1993.

### Letterman a CBS
Letterman quien tenía la esperanza de animar The Tonight Show una vez que Johnny Carson se retire, Letterman se cambió de cadena a CBS en 1993, cuando el cargo se le dio a Jay Leno.
Esto iba en contra de los de deseos de Carson quien siempre vio como a Letterman como su mejor sucesor.
En abril de 1993, Lorne Michaels, quien quedó a cargo de la producción ejecutiva de Late Night una vez que Letterman se cambió a CBS, eligió a Conan O'Brien, quien había sido un escritor de Los Simpson y de Saturday Night Live, como conductor de Late Night, bajo el nombre Late Night with Conan O'Brien.
Cuando Letterman dejó la NBC, estos últimos mantenían la propiedad intelectual de los segmentos de Late Night. Letterman adoptó fácilmente las restricciones para su nuevo show en CBS, como: “The Viewer Mail” (El visor de correo), fue continuado en CBS bajo el nombre de “CBS Mailbag” (Bolsa de correo de CBS) y otros casos como la banda que en Late night se llamaban "The World's Most Dangerous Band" (La Banda Más Peligrosa Del Mundo) se cambiaron a “CBS Orchestra starring Paul Shaffer” (La Orquesta de CBS con Paul Shaffer).

## Producción
Late night era grabado en NBC Studios en el estudio 6A en Rockefeller Plaza en Nueva York. El programa era emitido 4 noches en la semana de lunes a jueves, el programa fue estrenado en 1 de febrero de 1982 hasta 25 de junio de 1993.
El show era producido por la compañía de Johnny Carson, como resultado de una cláusula en su contrato con NBC, Late Night tenía que ser seguido por Tonight Show Starring Johnny Carson, por su parte Carson quería que el programa tuviera cambios en comparación con Tonight show, por ejemplo no podría tener un “sidekick” como Ed McMahon, y la banda de Paul Shaffer no podría tener una sección de trompetas como la banda de Doc Severinsen en Tonight. Tampoco podría tener los invitados recurrentes que tenía Carson en su show como: Don Rickles, Bob Newhart, entre otros. Además no podría replicar secciones de Tonight Show como “Carnac The Magnificent” (Carnac el Magnífico).

### La banda
La banda llamada ”The World’s Most Dangerous Band” (La Banda Más Peligrosa Del Mundo), era liderada por el músico Paul Shaffer.

### Formato
Parecido a otros programas de conversación, Late Night, iniciaba con un monólogo, algunos sketches, 2 a 3 invitados por noche y al finalizar un número musical o un stand up de comediante.

### Segmentos
- The Top Ten List (La Lista de los 10)
- Stupid Pet Tricks (Trucos Mascotas Estúpidas)
- Stupid Human Tricks (Trucos Personas Estúpidas)
- Viewer Mail (El Visor de Correos).

## Shows Memorables
- 1 de febrero de 1982 - Primer show invitados, Bill Murray y Don Herbert.
- 6 de octubre de 1983 - El debut en televisión de la banda R.E.M. tocando la canción “Radio Free Europe” y "So. Central Rain".[2]
- 13 al 16 de mayo de 1985 - El show fue trasmitido durante una semana en Los Ángeles, California.
- 8 de abril de 1986 - después que General Electric comprara NBC, Letterman llevó una canasta de frutas al edificio de la GE, pero al llegar no pudo pasar al interior.
- 13 de noviembre de 1987 - Sonny & Cher se reúnen y cantan por última vez juntos, "I Got You Babe."[3]
- 1 de julio de 1988 - El programa número 1.000.
- 23 de mayo de 1991 - Johnny Carson sorprende al aparecer el show, solo horas después de anunciar su decisión de retirarse de tonight Show en un año.
- 28 de junio de 1991 - Programa 1.500.
- 6 de febrero de 1992 - Programa en horario prime en celebración de los 10 años.
- 25 de junio de 1993 - Último programa de Letterman en Late Night con invitados Tom Hanks y como sorpresa musical Bruce Springsteen tocando "Glory Days.[4]

## Premios

### Primetime Emmy Awards
- 1982–83 Outstanding Writing in a Variety, Comedy or Music Program
- 1983–84 Outstanding Writing in a Variety, Comedy or Music Program
- 1984–85 Outstanding Writing in a Variety, Comedy or Music Program
- 1985–86 Outstanding Writing in a Variety, Comedy or Music Program
- 1989–90 Outstanding Directing in a Variety, Comedy or Music Program

El programa ha sido nominado otras 10 temporadas consecutivas desde el 1983 a 1992, incluyendo también Late Show, el equipo de Letterman ha sido nominado otras 26 veces consecuticas en esta categoría.

## Enlaces
Apertura y monólogo en YouTube.
Último programa junio de 1993 en YouTube.
Presentación musical del programa en YouTube.
Especial 5.º aniversario en YouTube.
Especial 10.º aniversario en YouTube.